# Posouvání hlásek
Posouvání hlásek je termín z germanistiky, který označuje hláskové přeměny při vývoji jazyků:
- První posouvání hlásek – vznik germánských jazyků
- Druhé posouvání hlásek – vznik němčiny

## První posouvání hlásek
Prvním posouváním hlásek se označují hláskové přeměny, které vedly k vyčlenění germánských jazyků ze skupiny indoevropských jazyků. Je nazýváno také germánské posouvání hlásek. Pojem zavedl Jacob Grimm v r. 1822. Proces není možné zcela přesně časově vymezit; odhaduje se, že začal kolem roku 2000 př. n. l. a byl ukončen kolem roku 400 př. n. l.
- neznělé explozívy p, t, k se změnily ve spiranty f, þ, ch
pater → fadar (otec)
- znělé explozívy b, d, g, se změnily na neznělé explozívy p, t, k
genu → kniu (koleno)
- aspirované explozívy bh, dh, gh ze změnily ve znělé spiranty w, ð, g
ghost → gast (host)

Vyčlenění germánských jazyků bylo doprovázeno i změnami v systému samohlásek.

## Druhé posouvání hlásek
Jako druhé posouvání hlásek se označuje proces přeměny v systému souhlásek germánských jazyků, které vedly k vyčlenění (horní) němčiny v 5.–9. století. Proto se někdy také nazývá hornoněmecké posouvání hlásek:
- neznělé explozívy p, t, k se změnily v afrikáty pf, tz, ch
holta → holz (dřevo)
appla → apful (jablko)
- znělé explozívy b, d, g, se změnily na neznělé explozívy p, t, k
dag → tag (den)
- aspirované þ ze změnilo v d
broþar → bruoder (bratr)

Při vzniku horní němčiny došlo i k paralelním změnám v systému samohlásek (např. vzniku dvouhlásek staré horní němčiny).